# محمود دوم سلجوقی
مغیث الدین ابوالقاسم محمود بن محمد، سلطان سلجوقی بغداد در ۱۱۱۸ میلادی (درگذشت پدرش محمد یکم) بود. هنگامی که او چهارده ساله شد، بر عراق و ایران حکومت می‌کرد.

## زندگی‌نامه
محمود با یکی از دختران احمد سنجر ازدواج کرد و بدین دلیل وارث عمویش شد و حاکم بغداد گشت و با اقتدار حاکمیت ایران را نیز در دست گرفت.

### مرگ
محمود در سن ۲۶ سالگی در سال ۱۱۳۱ میلادی فوت کرد و بعد از مرگش یک جنگ داخلی بین پسرش داوود، برادرزاده‌اش مسعود و اتابک طغرل دوم شکل گرفت.

## آرامگاه
محمود دوم سلجوقی در امامزاده چهارمنار تبریز دفن شده است.